# Dictionnaire international de la psychanalyse
Le Dictionnaire international de la psychanalyse. Concepts, notions, biographies, œuvres, événements, institutions est un dictionnaire de psychanalyse publié initialement en 2002. Il est dirigé par l'historien de la psychanalyse Alain de Mijolla. La première édition paraît aux éditions Calmann-Lévy. Une deuxième édition, en format de poche, qui comprend des ajouts et des modifications, paraît chez Hachette-Littérature en 2005. Une troisième édition, également en format de poche, revue et augmentée, est publiée en 2013.

## Histoire
La conception du dictionnaire est acceptée par les éditions Calmann-Lévy en 1995. Alain de Mijolla constitue un comité éditorial qui réunit, outre lui-même, Sophie de Mijolla-Mellor, Bernard Golse et Roger Perron. Un certain nombre de chercheurs sont sollicités comme conseillers de l'entreprise éditoriale : chacun d'eux prend en charge un secteur du champ de recherche, indiquant au comité éditorial les notions ou personnes qui doivent absolument figurer dans le dictionnaire.  
L'ouvrage est présenté en deux volumes, dans un coffret. Les entrées sont rédigées par 460 auteurs. 30 % des entrées sont initialement rédigées dans une autre langue que le français, et doivent être traduites pour la publication. Le dictionnaire propose également en cinq langues un équivalent des principaux termes théoriques. Chaque article est signé, l'auteur conservant la propriété intellectuelle et morale de son texte. 
Une perspective chronologique est privilégiée, et s'est accompagnée d'une demande adressée aux auteurs d'avoir comme fil conducteur un point de vue historique. Chaque entrée s'accompagne de plusieurs indications bibliographiques, qui renvoient à la bibliographie générale  et de compléments limités à cinq renvois à d'autres articles du dictionnaire. Une « bibliographie freudienne » reprend les références aux œuvres de Freud qui sont citées dans le dictionnaire, sous leur intitulé allemand et de l'indication de leur édition originale, suivi de l'intitulé français renvoyant aux Œuvres complètes de Freud / Psychanalyse pour ce qui est des volumes de cette édition publiés avant 2002. Une liste des auteurs et de leurs articles, et une liste de traducteurs figurent dans le volume 2 de l'ouvrage.
L'édition de 2002 propose 900 entrées sur des concepts et notions, 360 notices biographiques et 170 articles sur les œuvres essentielles de psychanalystes, 50 entrées concernant l'histoire de la psychanalyse par pays, 100 entrées sont consacrées à des événements en lien avec la psychanalyse, notamment l'évolution et le développement d'organisations ou d'écoles psychanalytiques.
Dans sa présentation de l'ouvrage au moment de sa parution en 2002, Patrick Kéchichian du journal Le Monde rappelle que jusqu'alors « le public français disposait du fameux Vocabulaire, de Jean Laplanche et Jean-Bertrand Pontalis (PUF, 1967), et du récent Dictionnaire de la psychanalyse, de Michel Plon et Élisabeth Roudinesco (Fayard, 1997, réédition révisée, 2000) ». En considérant qu'il est encore trop tôt pour procéder à une évaluation comparative, qui ne saurait avoir lieu qu'après l'usage du Dictionnaire international de la psychanalyse, il regrette toutefois  « l'absence d'un index (Alain de Mijolla explique dans sa préface la difficulté d'en établir un qui puisse faciliter la circulation au lieu de la ralentir) ».

## Éditions

### En français
- 2002 : Dictionnaire international de la psychanalyse, 2 vol. (1.A/L et 2. M/Z), Paris, Calmann-Lévy, 2002  (ISBN 2-7021-2530-1)
- 2005 : Dictionnaire international de la psychanalyse, 2 vol. (1.A/L et 2. M/Z), Paris, Hachette-Littérature,  (ISBN 9782012791459)
- 2013 : Dictionnaire international de la psychanalyse, 2 vol. (1.A/L et 2. M/Z), Paris, Hachette-Littérature,  (ISBN 9782818503393)

### En anglais
- International Dictionary of Psychoanalysis, éd. Alain de Mijolla, 3 vol., Detroit, Thomson/Gale, 2005 (MacMillan Reference Books)  (ISBN 978-0028659244)

## Recherche et historiographie en psychanalyse

### Recherche en histoire de la psychanalyse
Dans son article intitulé « Histoire de la psychanalyse, histoire des sciences. Renouvellements et convergences », où elle part de l'examen de la revue anglaise Psychoanalysis and History, dont le directeur principal de 2005 jusqu'à sa mort en 2015 est John Forrester, historien et philosophe des sciences de l’Université de Cambridge, Anne Ber-Schiavetta rappelle qu'en 1988, deux revues consacrées à l’histoire de la psychanalyse font leur apparition : la Revue internationale d’histoire de la psychanalyse (sous la direction d'Alain de Mijolla) de langue française et Luzifer-Amor, de langue allemande. Quand Psychoanalysis and History paraît pour la première fois dix ans plus tard à la fin de 1998 en Grande-Bretagne, son but, qui est de recueillir et de diffuser des « études nouvelles », est similaire à celui d'Alain de Mijolla dans la RIHP, précise Ber-Schiavetta.

### De laRevue internationale d'histoire de la psychanalyseauDictionnaire
Ainsi que le souligne Jacques Sédat dans son texte « Écrire l'histoire de la psychanalyse » paru en 2007 dans la revue Topique, Alain de Mijolla a créé, pour s'assurer que « les rencontres organisées, les journées, tout le vaste réseau de correspondants associés à cette entreprise d’histoire, rien de tout cela ne soit perdu », une revue, le Journal de l'Association internationale d'histoire de la psychanalyse (AIHP) ainsi qu'une collection de livres intitulée Histoire de la psychanalyse. Quand la Revue et la collection ont dû s’arrêter en 1994, faute de lecteurs suffisants et faute de fonds d’investissements suffisants de la part des P.U.F., « l'énergie d’Alain de Mijolla s’est reportée ensuite, en passant chez Calmann-Lévy, au Dictionnaire international de psychanalyse qui a vu le jour en 2002 et qui est porteur de tout le travail accompli antérieurement ».